# Tarhunna
Tarhunna est le dieu de l'Orage des Hittites. En louvite, son nom est Tarhunt, et Taru en hatti. Le dieu de l'Orage, associé plus largement à la sphère céleste, aux montagnes, aux phénomènes météorologiques et à la souveraineté, occupe en général le rang principal dans les panthéons de l'Anatolie hittite. Il se décline en différents aspects qui se singularisent chacun par leur lieu de culte et/ou leur fonction. Parmi eux se trouvent le principal dieu du royaume, qui forme un couple protecteur de la royauté avec la Déesse-soleil d'Arinna, ainsi que diverses divinités de rang majeur tels que les dieux de l'Orage de Zippalanda et de Nerik, considérés comme les fils du couple divin royal.

## Noms et origines
Le nom hittite du dieu, sans doute généralement sous la forme Tarhunna- en hittite. Dans les textes dans cette langue il n'est néanmoins pas écrit phonétiquement, mais identifié en cunéiforme par les idéogrammes DIŠKUR/ D10 désignant les dieux de l'Orage. En hiéroglyphes hittites il est désigné par les signes surnommés DEUSTONITRUS,.
Le nom du dieu repose sur la racine tarḫu- « vaincre, conquérir, être puissant, pouvoir », à laquelle est rajoutée le suffixe -nna- dont la signification n'est pas déterminée. La racine dérive de l'indo-européen *terh2- « traverser » (cf. latin trans), qui pourrait avoir pris par extension le sens de « dominer » à l'origine du terme hittite. Le terme sanskrit turvant- a en tout cas ce sens et a pu servir d'épithètes pour les dieux Indra, Agni et Mitra.
En hatti, son nom était Taru, et en louvite Tarhunt(a),. Le louvite étant une langue anatolienne parente du hittite, il a dans cette langue la même étymologie qu'en hittite. En revanche la langue hatti est un isolat linguistique non apparenté au hittite et au louvite, donc le nom du dieu, bien que phonétiquement proche, n'a pas ce sens dans cette langue. N. Oettinger a proposé d'expliquer ainsi la similitude des deux noms : les peuples anatoliens de langue indo-européenne sont arrivés dans la région en ayant un dieu de l'Orage au nom différent (aucun des autres peuples de langue indo-européenne ayant un dieu de l'Orage appelé ainsi), *Perkwuh3-no-, mais l'auraient changé pour un nom rappelant celui du dieu de l'Orage du peuple de langue hatti déjà installé sur place, Taru, en lui trouvant un sens dans leur langue. Cela est jugé plausible par D. Schwemer, auquel cas le dieu de l'Orage hittite peut être vu comme le vieux dieu de l'Orage anatolien-hatti associé aux tempêtes et au taureau adapté par les Hittites (et les Louvites),. En revanche R. Nicolle juge cette hypothèse peu probable et présuppose que le théonyme Taru est au contraire une invention hittite. Selon lui, s'il a existé un dieu de l'Orage autochtone, celui-ci fut syncrétisé avec celui des Indo-Européens arrivés en Anatolie, probablement vers le IIIe millénaire.
Par la suite le nom se retrouve chez les Lyciens, sous les formes Trqqas/Trqqiz.
Le nom de Tarhunna/Tarhunt a donc pu être traduit par « le conquérant »,. Selon R. Nicolle il signifie « Celui-de-la-Foudre ».

## Le «dieu de l'Orage» anatolien: traits généraux et mythes

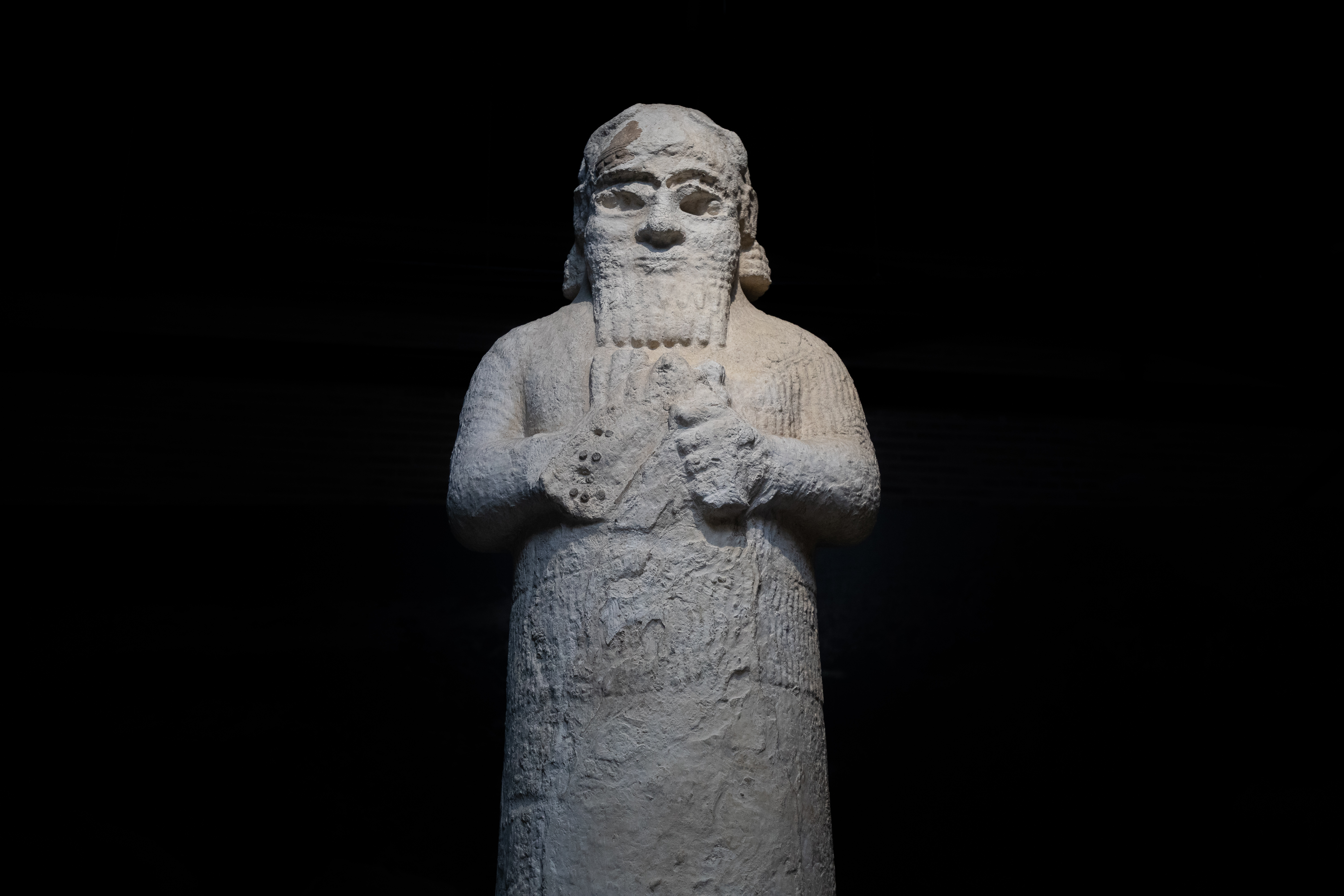
Statue monumentale du Dieu de l’orage du Hatti, Tarḫunna (ou Tarhunda/Tarhunza) dans le musée d'Adana, Turquie.

Dans le monde anatolien comme dans le reste du Proche-Orient ancien, le « dieu de l'Orage » est plus largement une divinité céleste, « météorologique », contrôlant les éléments venant du ciel que sont la pluie, la tempête, le tonnerre, les éclairs. Il réside sur des hauteurs, au plus près de son domaine céleste.
C'est en général un dieu de l'Orage qui occupe la position principale dans les différents panthéons locaux de l'Anatolie hittite. Cela est expliqué par le fait qu'en contrôlant la pluie, cette divinité est essentielle pour les récoltes et donc que son appui est vital dans une société dont la majeure partie de la population se consacre à l'agriculture,.
Le dieu de l'Orage est donc devenu un dieu suprême et souverain, garant de l'ordre cosmique et par extension de l'ordre politique et social, protecteur du pays et de ses habitants.
Son animal attribut est le taureau, qui est normalement associé aux divinités de l'Orage du Proche-Orient ancien. Cet animal symbolise bien sa puissance et son pouvoir de fertilité, et il est aussi possible que son mugissement ait été rapproché du bruit du tonnerre. Une image de taureau sert souvent à représenter le dieu. Dans certains cas une paire de taureaux tirent le char sur lequel le dieu se déplace,,,. Le dieu est également symbolisé par une hache et la foudre.
Dans la mythologie hittite, le principal récit qui nous est parvenu mettant en scène le dieu de l'Orage est son affrontement contre le serpent Illuyanka, connu par deux versions, qu'il parvient à défaire en employant la tromperie et avec l'appui d'un humain. Il est récité au cours d'un des rites émaillant la fête appelée purulli, qui se déroule au début de l'année et qui prend place dans la ville sainte de Nerik. Ce récit et le rite semblent liés au cycle des saisons et au renouvellement de l'ordre cosmique, mais plusieurs autres interprétations ont été proposées,.

## Les différents dieux de l'Orage du royaume hittite
Dans l'Anatolie hittite, les noms Tarhunna, Tarhunt ou Taru ont un aspect « générique » car ils peuvent servir à désigner divers dieux de l'Orage, qui parfois ont un nom spécifique. Le dieu de l'Orage étant la principale divinité des populations de l'Anatolie de l'âge du bronze et de l'âge du fer (Hattis, Hittites, Louvites, Palaïtes, Lyciens, etc.), il se décline en de nombreuses variantes locales aux origines indéterminée qui occupent la position principale dans plusieurs localités majeures. Elles sont toutes désignées dans les textes par l'idéogramme servant à qualifier le dieu de l'Orage, mais conservent une identité propre. En tout, environ 150 lieux de culte consacrés à un dieu de l'Orage ont été identifiés dans les textes hittites.
Les listes de dieux garants des traités de paix donnent un aperçu de la variété des dieux de l'Orage de l'Anatolie et de la Syrie de l'époque hittite, qui cherchent à donner un semblant de cohérence au panthéon officiel en les regroupant par catégories, sans jamais pleinement les unifier, voire à donner un ordre hiérarchique. Voici par exemple celle du traité entre Mursili II et Tuppi-Teshub d'Amurru, où la liste des divinités célestes est dominée par les dieux de l'Orage : 

« Soleil des cieux, déesse-soleil d'Arinna, dieu de l'Orage des cieux, dieu de l'Orage du Hatti, Sheri, Hurri, le mont Nanni, le mont Casios, le dieu de l'Orage du marché, le dieu de l'Orage de l'armée, le dieu de l'Orage d'Alep, le dieu de l'Orage de Zippalanda, le dieu de l'Orage de Nerik, le dieu de l'Orage de Lihzina, le dieu de l'Orage des ruines, les dieu de l'Orage de Hissashapa, le dieu de l'Orage de Sahpina, le dieu de l'Orage de Sapinuwa, le dieu de l'Orage de Pattiyarik, le dieu de l'Orage de Hurma, le dieu de l'Orage de Sarissa, le dieu de l'Orage de l'aide, le dieu de l'Orage de Uda, le dieu de l'Orage de Kizzuwatna, le dieu de l'Orage d'Ishupitta [...], le dieu de l'Orage d'Argata, le dieu de l'Orage de Dunip, le dieu de l'Orage d'Alep de la ville de Dunip, Melku du pays d'Amurru. »

Parmi les différents dieux de l'Orage du royaume hittite, aux côtés de ceux qui sont associés à des localités, s'en trouvent certains qui sont associés à des aspects de la nature tels que le dieu de l'Orage du Tonnerre, le dieu de l'Orage de l’Éclair, le dieu de l'Orage de la pluie, le dieu de l'Orage de la prairie, etc. D'autres sont plus spécifiquement associés à des rôles politique : le dieu de l'Orage de la Tête (= du roi), le dieu de l'Orage du sceptre, le dieu de l'Orage de l'armée, le dieu de l'Orage de la paix, etc.
La figure principale du panthéon du royaume est le dieu de l'Orage qui est généralement appelé « Dieu de l'Orage du Ciel (ou des Cieux) », qui forme avec la déesse-soleil d'Arinna (ou Ishtanu, Eshtan) le couple protecteur du royaume, vus comme le père et la mère du souverain. Ils forment apparemment une paire incarnant le Ciel et la Terre, la déesse-soleil d'Arinna ayant un aspect terrestre/souterrain. Parmi leurs enfants se trouvent le dieu Télépinu, les déesses Melluzza et Inar, ainsi que des dieux de l'Orage tels que ceux de Zippalanda et de Nerik, ou le Dieu-soleil du Ciel, un dieu qui occupe parfois le premier rang parmi les divinités garantes de serments,. Lorsque l'influence hourrite domine à la cour hittite à la fin du royaume, cette paire est assimilée au couple divin dominant les cultes hourrites, formé par le dieu Teshub (également un dieu de l'Orage) et la déesse Hebat,.
Dans les listes de l'époque impériale telle que celle cité plus haut, le dieu de l'Orage du ciel est généralement suivi par le « dieu de l'Orage du (pays de) Hatti » (ou « dieu de l'Orage du pays de Hattusa »), qui occupe manifestement une place importante, précédant les autres aspects locaux du dieu. Le principal sanctuaire de la capitale, Hattusa, est consacré au couple dieu de l'Orage-déesse-Soleil. Il se trouve dans la ville basse, il est de loin le plus vaste des lieux de culte de la cité, occupant plus de 20 000 m2 et il dispose d'un personnel constitué de plusieurs centaines de personnes.
Deux des fils du couple divin principal ont une place importante dans le culte royal, les dieux de l'Orage des cités de tradition hattie de Zippalanda (ou Ziplanda) et de Nerik, qui font partie des villes saintes du royaume et à ce titre bénéficient d'exemptions. Ils sont parfois désignés d'après le nom de leur ville, respectivement Ziplanti(l) et Nerak/Nerrikil.
Zippalanda est située sur l'actuel site d'Uşakli Höyük, le temple du dieu de l'Orage local étant apparemment situé sur le mont Taha, identifié à l'actuel mont Kerkenes. D'importants rituels s'y déroulent, notamment un de ceux des grandes fêtes antaḫšum (au printemps) et nuntarriyašḫa (à l'automne) qui durent plusieurs jours et passent par plusieurs des principaux lieux de culte du pays hittite.
Nerik est un autre lieu de culte majeur, son dieu de l'Orage ayant apparemment eu le statut de principale divinité du royaume hittite pendant plusieurs règnes, avant sa prise et son pillage par les Gasgas au milieu du XVe siècle av. J.-C., qui l'enlèvent au royaume pendant plusieurs décennies. Ce drame est à l'origine d'une des principales pièces de la littérature religieuse hittite, la Prière d'Arnuwanda et d'Asmunikal à la déesse-soleil d'Arinna. Le culte du dieu est alors transféré dans la ville de Hakpis. Elle est récupérée dans la première moitié du XIIIe siècle av. J.-C. C'est également un lieu où se déroulent d'importants rituels, notamment les cérémonies finales de la grande fête du Nouvel An, purulli, qui se déroule au début du printemps.
Parmi les autres dieu de l'Orage ayant eu un rôle important dans le culte officiel se trouve le Dieu de l'Orage de l’Éclair (Piḫaššaš(š)i-), divinité louvite qui est la divinité personnelle du roi Muwatalli II. Son principal lieu de culte est Tarhuntassa, qui tient son nom du dieu, où ce roi déplace la cour hittite, qui y reste jusqu'à sa mort. Le roi s'adresse à lui dans la seconde partie d'une longue prière qu'il adresse à l'assemblée des dieux, pour lui demander d'intercéder en sa faveur auprès des autres divinités,.